# Zabłotce (Jarosław)
Pour les articles homonymes, voir Zabłotce.
Zabłotce est une localité polonaise de la gmina de Radymno, située dans le powiat de Jarosław en voïvodie des Basses-Carpates.